# NTT 도코모 요요기 빌딩
NTT 도코모 요요기 빌딩(일본어: NTTドコモ代々木ビル, 영어: NTT Docomo Yoyogi Building)은 도쿄도 시부야구 센다가야 5가에 있는 일본의 마천루이다. 높이는 239.85m, 지상 27층과 지하 3층으로 돼있다. NTT 도코모가 운영하고 있으며 통칭으론 도코모 타워(ドコモタワー)라고 불리기도 한다.

## 개요
뉴욕의 엠파이어 스테이트 빌딩을 연상시키는 외관이 특징이다. 주변 빌딩들보다 눈에 훨씬 띄며, 고속도로 차안에서나 흐린 날씨에서도 보인다. 신주쿠역 동쪽 출구에 자리한 몇 안되는 초고층 빌딩인 데다 가장 높기 때문에 더욱 그렇다.
도쿄 내에 위치한 빌딩 중에서는 도쿄 미드타운, 도라노몬 힐스, 도쿄 도청사에 이어 네 번째로 크다. 일반 상업용 건물이 아닌 NTT 도코모의 자사 업무용 빌딩이며, 관계자 이외에는 출입이 금지되어 있다. 건물 내부에는 휴대폰용 통신장비가 설치된 기계실 및 유통 콜센터가 입주한 사무실이 있다. 다만 이곳은 NTT 도코모의 본사는 아니며, 요요기 빌딩이 아닌 지요다구의 산노 파크 타워에 자리해 있다. 또 신주쿠 화물역 부지내에 건설된 것이기에 건물주는 일본국유철도 청산사업단의 계열사인 레일시티 동개발 사가 맡고 있다.
별관인 ‘애넥스1’(アネックスI)은 파나 소닉 모바일 커뮤니케이션에서 제조한 도코모용 핸드폰의 수리회사 ‘마쓰덴통신’(松電通信)의 운영대리점, 도코모 샵 요요기점이 들어서 있다. 그밖에 별관동에는 프레시 네스버거, 야요이켄, 중국 요리, 가고시마 요리, 베트남 요리, 해산물 요리 등의 식당가가 자리해 있다.

## 구조
건물 스케일은 지상 50층 정도의 높이지만, 빌딩 구조를 지닌 것은 아래쪽 절반 부분 (지상 25층)까지다. 14층까지는 오피스 공간이며 15층부터 25층까지는 통신설비 등이 설치된 기계실 공간으로 쓰인다. 25층의 상당 부분이 일반 빌딩에서 일컫는 '옥상'에 해당된다.
나머지 상층부는 마이크로파 안테나를 설치한 첨탑 부분으로, 철골로 된 외벽이 붙어 있을 뿐 내부는 텅 비어 있다. 이 계단 모양의 상층부에는 안테나를 몇개씩 설치해 놓았다. 엘레베이터가 설치되어 있지 않기에 50층 정도까지는 대부분 계단으로 올라가며, 지붕도 없어서 비오는 날에는 우비를 입는다. 이 같은 구조를 위해 건설 당시 25층 윗부분에는 일반 빌딩 건설에 사용되는 플로어 클라이밍 크레인 (건물 바닥에 설치하여 공사 진척에 따라 크레인의 기반도 상승시키는 타워크레인)을 설치했고, 당시로서는 사상 처음으로 지상 200m 높이까지 클라이밍 크레인을 뻗어올리는 유례없는 공법을 채택하였다. 완공되고 나서 초창기에는 전망대가 있을 것으로 착각하고 방문하는 관광객을 위해 '본 빌딩에는 전망대가 없습니다'라는 안내문이 붙어 있었다.
빌딩 꼭대기에는 IUK에서 제작한 무게 1.85t짜리 데릭이 세워져 있는데, 공사 당시 임시로 세운 것이 아니라 원래부터 지어진 것으로 빌딩의 일부이다. 높이는 32m이며, 안테나 방향 등을 수정하거나 하층부에서 장비를 리프팅할 때 사용되고 있다. 빌딩 높이에 데릭 높이를 더하면 272m가 되며, 도쿄 스카이 트리와 도쿄 타워에 이어 도쿄에서 세 번째로 큰 건축물이 된다.
빌딩 북쪽 면에는 직경 15m 크기의 대형 시계가 달려 있는데, 지난 2002년 NTT 도코모 설립 10주년을 기념해 설치된 것이다. 시티즌시계의 시티즌 TIC에서 제작하였으며 시침과 분침이 약 1톤 무게에 달한다고 한다. 이 때문에 NTT 도코모 요요기 빌딩은 2011년 사우디아라비아 메카에 알베이트 타워 (601m)가 완공되기 전까지는 세계에서 가장 큰 시계탑이기도 했다.

## 사진

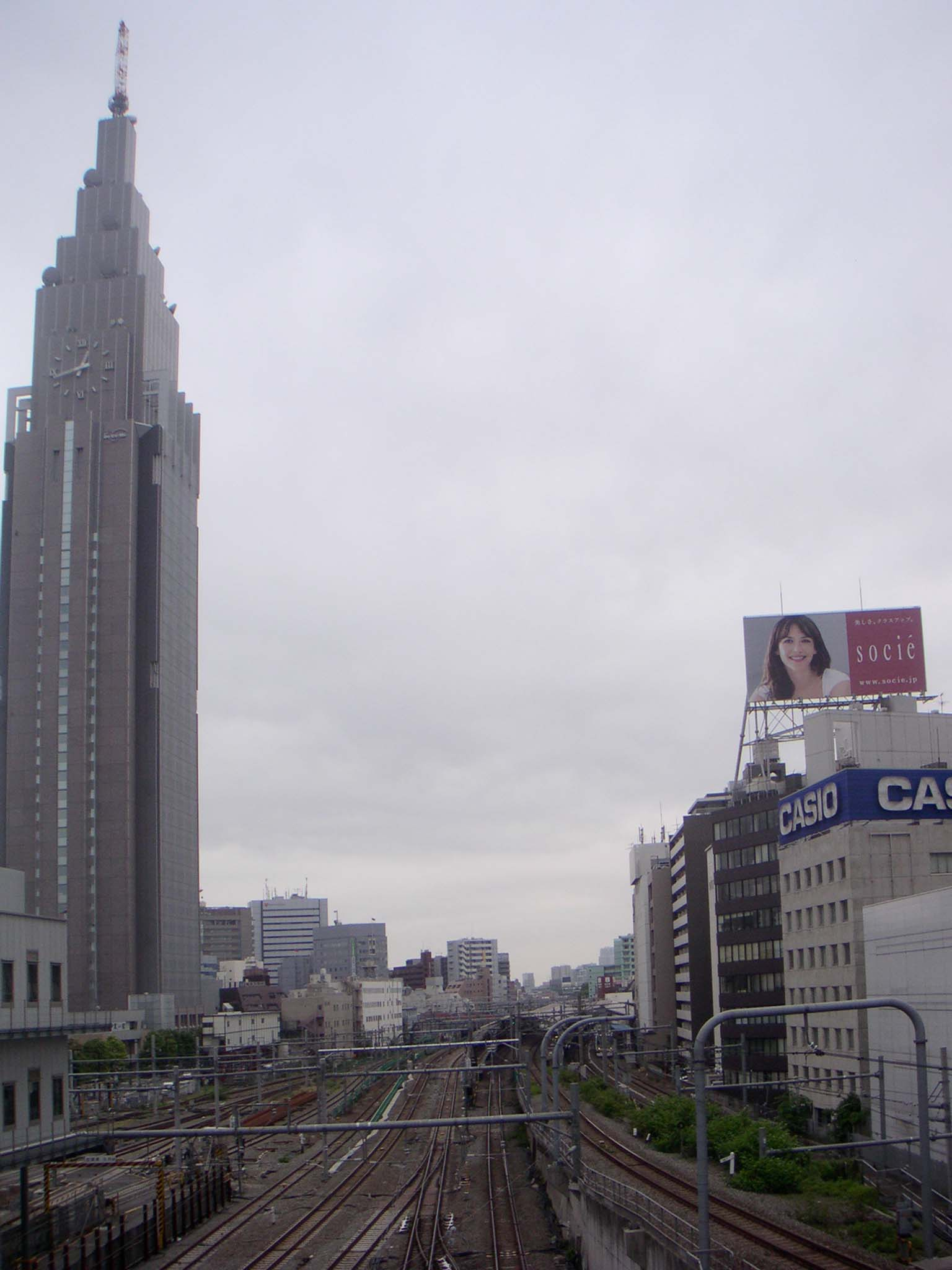
건물 외관(왼쪽)
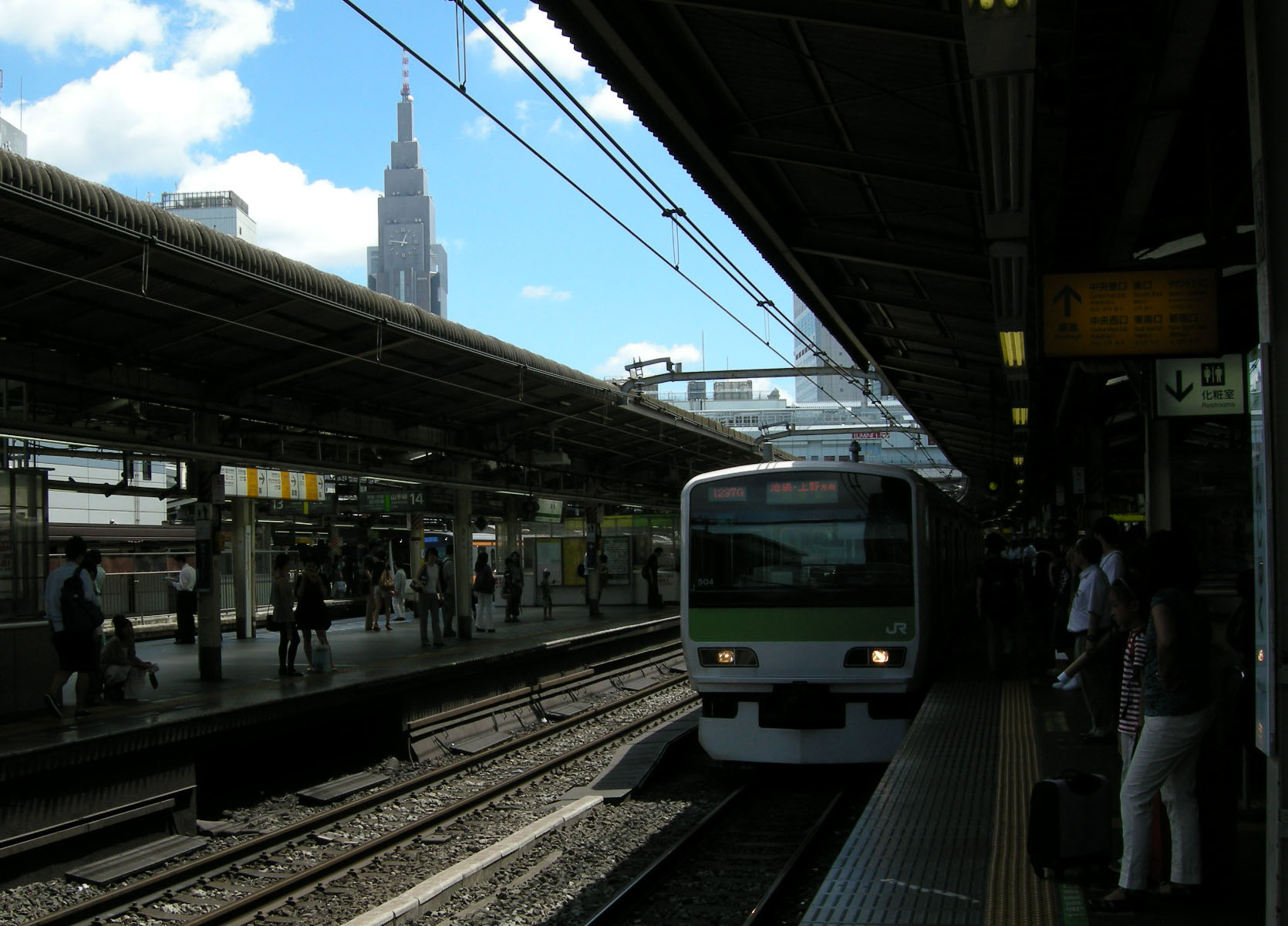
JR 신주쿠역 야마노테 선에서 바라본 건물 외관
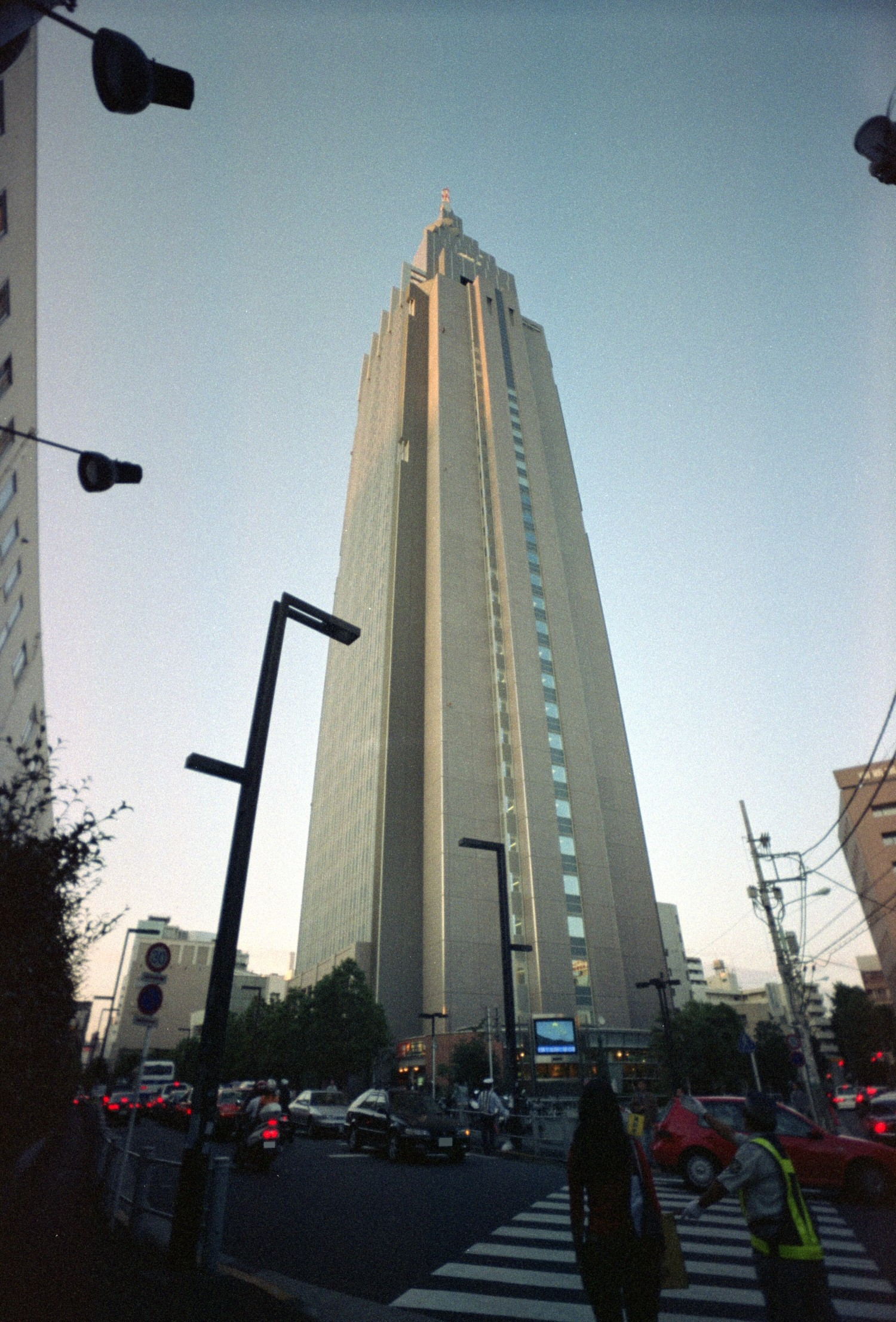
요요기 역 동쪽 출입구에서 바라본 건물 외관

## 같이 보기
- 일본의 마천루 목록
- 도쿄도의 마천루 목록